# Ocean's Thirteen
Ocean's Thirteen (bra: Treze Homens e um Novo Segredo; prt: Ocean's 13) é um filme estadunidense de 2007, dos gêneros suspense e comédia dramático-policial, dirigido por Steven Soderbergh, com roteiro de Brian Koppelman e David Levien baseado em personagens criados por George Clayton Johnson.
É o terceiro e último filme da "Trilogia Ocean's", de Soderbergh. O elenco masculino reprisa seus papéis das parcerias anteriores, incorporando agora Al Pacino e Ellen Barkin como seus novos alvos.
Julia Roberts e Catherine Zeta-Jones não aparecem em seus papéis como Tess Ocean e Isabel Lahiri devido a questões de roteiro.

## Sinopse
Reuben Tischkoff foi traído por Willie Bank, e por causa disso, foi parar em um hospital. Com sede de vingança, Danny novamente se reune com sua tropa para executar seu mais recente plano: Acabar com os negócios de Willie e devolver a Reuben o que lhe pertence, e para isso, contará com a ajuda intrigante de Terry, seu rival.

## Elenco

### Ocean's Thirteen
1. George Clooney como Danny Ocean
2. Brad Pitt como Rusty Ryan
3. Matt Damon como Linus Caldwell/Lenny Pepperidge
4. Bernie Mac como Frank Catton
5. Elliott Gould como Reuben Tishkoff
6. Casey Affleck como Virgil Malloy
7. Scott Caan como Turk Malloy
8. Eddie Jemison como Livingston Dell
9. Don Cheadle como Basher Tarr/Fender Roads
10. Shaobo Qin como "The Amazing" Yen/Mr. Wang
11. Carl Reiner como Saul Bloom/Kensington Chubb
12. Andy García como Terry Benedict
13. Eddie Izzard como Roman Nagel

### Outros
- Al Pacino como Willy Bank
- Ellen Barkin como Abigail Sponder
- Vincent Cassel como François Toulour
- Bob Einstein como Agente do FBI Robert "Bobby" Caldwell
- Olga Sosnovska como Debbie
- David Paymer como um "V.U.P.", crítico do Five Diamond Award
- Julian Sands como Greco Montgomery
- Angel Oquendo como Ortega, o guarda
- Jerry Weintraub como Denny Shields
- Scott L. Schwartz como "The Bruiser"
- Oprah Winfrey como ela mesma
- Bernie Yuman como ele mesmo
- Noureen DeWulf

## Produção
As filmagens começaram em julho de 2006 em Las Vegas e Los Angeles, com base em um roteiro de Brian Koppelman e David Levien. O filme foi exibido Fora de Apresentação da Competição no Festival de Cannes de 2007. Foi lançado em 8 de junho de 2007, nos Estados Unidos e em vários países do Oriente Médio, em 6 de junho.

## Recepção

### Bilheteria
O filme fez bem em seu primeiro fim de semana, alcançando o primeiro lugar nas bilheterias da América do Norte. Apesar de ter sido inaugurado em mais de 250 cinemas de Ocean's Twelve, que teve um fim de semana de abertura ligeiramente mais fraco que o anterior, em $36 milhões, em comparação com $39 milhões no fim de semana de abertura de Twelve. No final de Dezembro de 2007, Ocean's Thirteen gerou $311.4 milhões em receitas de bilheteira em todo o mundo.

### Crítica
O Metacritic, que usa uma média ponderada, atribuiu ao filme uma pontuação de 62 em 100, baseado em 37 críticos, indicando críticas "geralmente favoráveis".